# Mandriva Linux
Mandriva Linux (còn gọi là Mandrakelinux hoặc Mandrake Linux) là một Bản phân phối Linux của Mandriva, SA (còn gọi là Mandrakesoft, SA). Phiên bản đầu tiên của Mandriva dựa trên Red Hat Linux 5.1 và KDE 1.0 được giới thiệu vào tháng 7 năm 1998

## Danh sách các phiên bản
| Năm phát hành | Phiên bản | Tên phát hành                        |
| ------------- | --------- | ------------------------------------ |
| 1998          | 5.1       | Venice                               |
| 1998          | 5.2       | Leeloo                               |
| 1999          | 5.3       | Festen                               |
| 1999          | 6.0       | Venus                                |
| 1999          | 6.1       | Helios                               |
| 2000          | 7.0       | Air                                  |
| 2000          | 7.1       | Helium                               |
| 2000          | 7.2       | Odyssey (called Ulysses during beta) |
| 2001          | 8.0       | Traktopel                            |
| 2001          | 8.1       | Vitamin                              |
| 2002          | 8.2       | Bluebird                             |
| 2002          | 9.0       | Dolphin                              |
| 2003          | 9.1       | Bamboo                               |
| 2003          | 9.2       | FiveStar                             |
| 2004          | 10.0      | Community and Official               |
| 2004          | 10.1      | Community                            |
| 2004          | 10.1      | Official                             |
| 2005          | 10.2      | Limited Edition 2005                 |
| 2005          | 2006.0    | Mandriva Linux 2006                  |
| 2006          | 2007.0    | Mandriva Linux 2007                  |
| 2007          | 2007.1    | Mandriva Linux 2007 Spring           |
| 2007          | 2008.0    | Mandriva Linux 2008                  |

So sánh các software giữa Mandriva Linux 2007 với Windows
| Phần mềm trên Mandriva                  | Phần mềm trên Windows®            |
| --------------------------------------- | --------------------------------- |
| OpenOffice.org Writer                   | Microsoft® Word®                  |
| OpenOffice.org Calc                     | Microsoft® Excel®                 |
| OpenOffice.org Impress                  | Microsoft® PowerPoint®            |
| Acrobat® Reader® 7                      | Acrobat® Reader® 7                |
| Real Player (TM) 10                     | Real Player (TM) 10               |
| Flash (TM) Player 7                     | Flash (TM) Player 7               |
| Kontact, Evolution, Mozilla Thunderbird | Microsoft® Outlook®               |
| Mozilla Firefox, Konqueror              | Microsoft® Internet Explorer      |
| Kopete, Gaim                            | MSN® Messenger                    |
| Kaffeine and Amarok                     | Windows® Media® Player            |
| The GIMP                                | Adobe® Photoshop / PaintShop® Pro |